# Mi-10
Mi-10 (ros. Ми-10, kod NATO „Harke”) – radziecki śmigłowiec transportowy-dzwig latajacy i pasażerski opracowany w 1960 roku w biurze konstrukcyjnym Michaiła Leontowicza Mila.

## Historia
Prace nad śmigłowcem Mi-10 rozpoczęły się w 1960 roku, na bazie śmigłowca Mi-6, prototyp został oblatany 15 czerwca 1960 roku. Produkcję seryjną tego śmigłowca rozpoczęto w 1960 roku. Śmigłowiec produkowany w Rostowie nad Donem w kilku wersjach. Choć konstrukcja była podobna, wersje różniły się wyposażeniem, przystosowanym do zadań, jakie miały wykonywać.

## Produkowane wersje
Śmigłowiec produkowany był w następujących wersjach:
- Mi-10 – wersja podstawowa
- Mi-10GR – wersja radiowywiadowcza
- Mi-10K – wersja z niższym podwoziem, lecz o zwiększonym udźwigu do 11000 kg, produkowana od 1966 roku
- Mi-10R – wersja specjalna do bicia rekordów lotniczych, zbudowana w 1965 roku
- Mi-10PP – wersja wojskowa do walki radioelektronicznej
- Mi-10RWK – wersja transporter systemu 4K95
- Mi-10UPŁ – wersja wyposażona w polowe laboratorium.

W latach 1960–1971 wyprodukowano 55 śmigłowców Mi-10 wszystkich wersji.

## Zastosowanie
Śmigłowiec był użytkowany przez wojsko oraz w lotnictwie cywilnym, szczególnie na terenie Syberii. 
Jeden egzemplarz Mi-10, został użyty w czasie wojny w Afganistanie, jako śmigłowiec walki elektronicznej. Przenosił na zewnętrznej platformie, kontener z aparaturą zakłócającą.

## Opis konstrukcji
Mi-10 jest śmigłowcem dwusilnikowym o układzie jednowirnikowym ze śmigłem ogonowym. Wirnik nośny pięciołopatowy, ogonowy – czterołopatowy. Podwozie czteropodporowe stałe. Charakterystyczną cechą śmigłowca jest długi i smukły kadłub oraz szeroko rozstawione wysokie podwozie, dzięki czemu może on najeżdżać na przedmioty o dość dużych gabarytach. Ładunki mogą być umieszczane wewnątrz kadłuba przy pomocy podnośnika hydraulicznego bądź mocowane na platformie między goleniami podwozia. Wewnątrz jest miejsce dla 28 pasażerów. 